# Арно
Вижте пояснителната страница за други значения на Арно.
Арно (на италиански: Arno) е река в Средна Италия (регион Тоскана), вливаща се в Лигурско море. Дължина – 248 km, площ на водосборния басейн – 8228 km².

## Географска характеристика

### Извор, течение, устие
Река Арно води началото си от южното подножие на връх Фалтерона (1654 m), в югоизточната част на Тоскано-Емилианските Алпи, на 1654 m н.в., в източна част на регион Тоскана. До град Флоренция е типична планинска река, като тече в тясна планинска долина и заобикаля от изток, юг и запад планинския масив Пратоманьо, образувайки голяма изпъкнала на юг дъга. След това тече в западна посока през хълмиста приморска равнина, където силно меандрира, а течението ѝ е бавно и спокойно. Влива се в Лигурско море при град Марина ди Пиза, на 8 km западно от град Пиза.

### Водосборен басейн, притоци
Водосборният басейн на Арно е ексцентричен, с по-добре развити леви притоци, и обхваща площ от 8228 km². На северозапад водосборният басейн на Арно граничи с водосборния басейн на река Серкьо, вливаща се в Лигурско море, на север и североизток – с водосборните басейни на реките Рено, Ламоне, Ронко и Савио (от басейна на Адриатическо море), а на изток и юг – с водосборните басейни на реките Тибър и Омброне (от басейна на Тиренско море), Чечина и други по-малки (от басейна на Лигурско море.
Основни притоци: леви – Греве (43 km, 283 km²), Пеза (55 km, 339 km²), Елса (63 km), Ера (54 km, 595 km²); десни – Сиеве (58 km, 840 km²), Бизенцио (47 km), Омброне (47 km).

### Хидроложки показатели
Арно има предимно дъждовно подхранване с ясно изразено пролетно (март и април) и вторично есенно-зимно пълноводие. В миналото реката често е причинявала катастрофални наводнения, като най-значимото е това през 1966 г., когато нивото на реката се повишава с 11 m и целият град Флоренция е наводнен. Загиват 40 души и са нанесени значителни материални щети. Среден годишен отток в долното течение – 138 m³/sec.

## Стопанско значение, селища
В горното течение водите на реката се използват за производство на електроенергия, а в долното – за напояване. До град Флоренция е плавателна за плиткогазещи съдове. Знаменитият мост Понте Векио във Флоренция минава над нея.
По цялото си течение долината на Тибър е гъсто заселена, като най-големите селища са: Попи, Субиано, Монтеварки, Филине Валдарно, Риняно сул'Арно, Понтасиеве, Флоренция, Монтелупо Фиорентино, Емполи, Санта Кроче сул'Арно, Калчиная, Кашина, Пиза.

## Галерия
- Река Арно във Флоренция
- Река Арно в Пиза, близо до Крепостния мост (Ponte della Fortezza)
- Гледка от Понте Векио (Ponte Vecchio), Флоренция
- Вливането на река Арно близо до Пиза
- Мостът на Америго Веспучи (Ponte Amerigo Vespucci)